# Régiment Préobrajenski
Pour les articles homonymes, voir Preobrajensky.
Le régiment Préobrajensky (en russe : Преображенский лейб-гвардии полк) ou régiment de la Transfiguration est le plus ancien et l'un des plus prestigieux régiments de la Garde impériale russe. Il est intimement lié à l'histoire de l'émergence de l'Empire russe, de la fin du XVIIe au XIXe siècle. À ce titre, il incorpore une forte charge symbolique.
Au cours des XVIIIe et XIXe siècles, l'adhésion était réservée aux jeunes aristocrates russes ayant fait preuve de loyauté envers le gouvernement impérial et le tsar. Dissous en décembre 1917, son nom a été redonné en avril 2013 au 154e régiment séparé du commandement Préobrajensky (en russe : 154-й отдельный комендантский Преображенский полк).

## Histoire

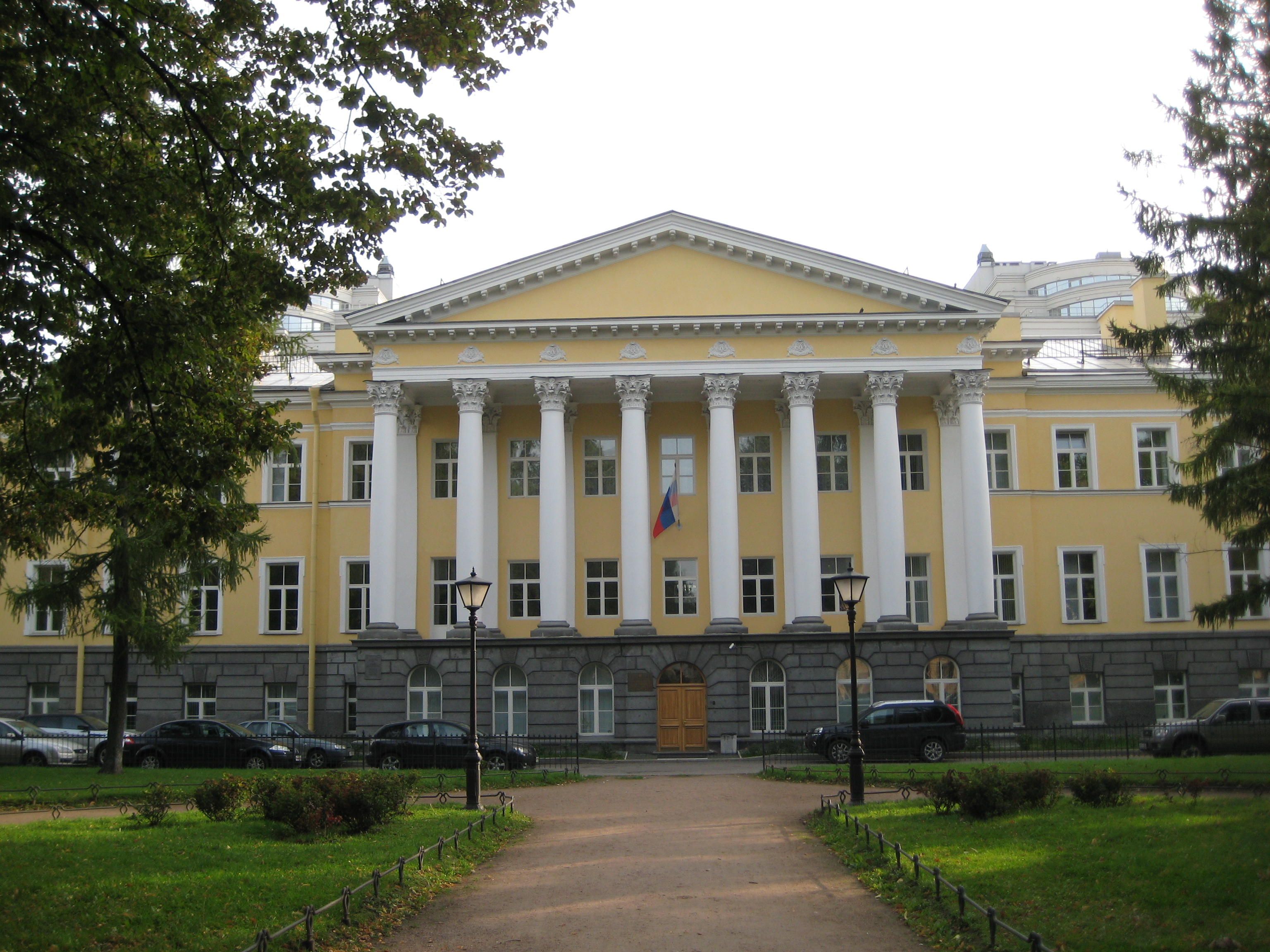
Façade de l'ancienne caserne du régiment Préobrajensky à Saint-Pétersbourg, au no 35 de la rue Kirotchnaïa.

### Création
Le 23 mai 1683 Pierre Ier le Grand lève une unité d'infanterie composée de compagnons de jeux au village de Préobrajenskoïé, situé à l'est de Moscou. Cette petite troupe armée se compose alors d'une cinquantaine de jeunes boyards et de courtisans. Ce régiment est l'héritier du régiment Petrov, créé par le père de Pierre Ier, Alexis Ier, pour les jeux de batailles de son fils. En 1687, il prend le nom de régiment Préobrajensky.

### XVIIeetXVIIIesiècles

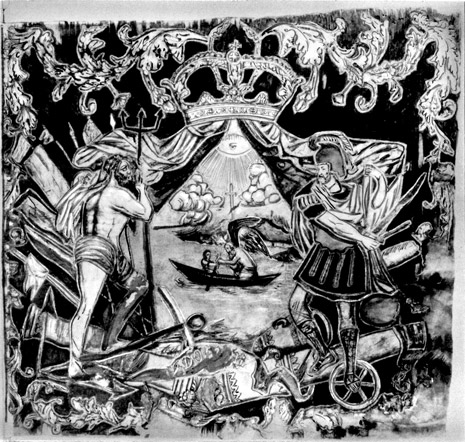
Drapeau du régiment Préobrajensky en 1700.

Dans les années 1695-1696, il participe à la campagne d'Azov. En 1698, le régiment Préobrajensky se compose de quatre bataillons, auxquels il faut ajouter deux compagnies militaires distinctes composées de bombardiers (soldats en service sur les mortiers et les obusiers) et de grenadiers. Le 22 août 1700, il prend le nom de régiment de la Garde Préobrajensky. Un autre régiment, également créé en 1683 pour les jeux guerriers du jeune Pierre Alexeïevitch, reçoit le nom de régiment de la Garde Sémionovsky : il doit son nom au petit village de Semionovskoïe, situé près de Moscou, où il est initialement stationné. En 1723, ce régiment est cantonné à Saint-Pétersbourg. En 1706, Pierre Ier prend le grade de colonel du régiment Préobrajensky. En 1741 c'est à la tête d'une petite troupe du régiment que la future impératrice Élisabeth, fomente un coup d'État pacifique qui la propulse sur le trône de Russie. En 1796, les bataillons du régiment sont nommés selon les patronymes de leurs chefs : 1er bataillon de Sa Majesté, 2e bataillon lieutenant-général Tatichev, 3e bataillon feld-maréchal Souvorov, bataillon de grenadiers major-général Araktcheïev.
Le régiment Préobrajensky s'est illustré au cours de plusieurs guerres tout au long du XVIIIe siècle :
- La Grande Guerre du Nord (1700-1721) : batailles de Narva, Nöteborg, Mitau, Lesnaya, Poltava, Viborg, Hangöudd et Granhamn/Ledsund)
- La 1710-1711 puis celle de 1735-1739 (siège et prise d'Ochakov en 1737)
- la Guerre russo-persane de 1722-1723,
- la Guerre russo-suédoise de 1741-1743,
- La Guerre russo-suédoise de 1788-1790.

Il a également participé à la prise de Khotin (1739).

### XIXesiècle

#### Guerre de Finlande
En 1808 le régiment Préobrajensky participe à la Guerre de Finlande. Le 9 septembre, le 2e bataillon du Régiment pénètre à Villmanstrand. Le 10 mars 1809, une partie du Corps du lieutenant-général Piotr Ivanovitch Bragation entame sa progression vers la Suède par les îles Åland et le 14 mars, il est engagé dans des combats sur l'île de Lemland, le 17 mars, sur l'île d'Eckerö.

#### Guerre napoléoniennes
En 1800, sur ordre de Paul Ier, le régiment Préobrajensky est débaptisé et reçoit le nom de Régiment de la Garde de Sa Majesté. Mais en 1801, Alexandre Ier le restaure dans son ancien nom. Il se distingue lors des guerres des Troisième et Quatrième Coalition.
En 1805, les 1er et 3e bataillons quittent Saint-Pétersbourg le 22 août et prennent part à la bataille d'Austerlitz le 2 décembre. Ils sont de retour à Saint-Pétersbourg le 19 avril 1806. En février 1807, le régiment composé de quatre bataillons quitte la Russie ; le 5 juin, il engage le combat contre les troupes du maréchal Ney à Guttstadt, Altkirchen et, le 14 juin, prend part à la bataille de Friedland. Le régiment est de retour à Saint-Pétersbourg en août. En 1811, le régiment est transformé en trois bataillons, chacun d'entre eux se composant d'une compagnie de grenadiers et d'un peloton de tirailleurs (infanterie légère) et de trois compagnies de fusiliers. En mars 1812, lors de la campagne de Russie, le régiment se rend à Vilnius où il rejoint la 1re Armée de l'Ouest, placée sous le commandement de Michel Barclay de Tolly. Le 7 septembre, il est engagé dans la sanglante bataille de Borodino. Au cours de la retraite de la Grande Armée, le régiment est placé en réserve. Il est de retour à Vilnius en octobre.

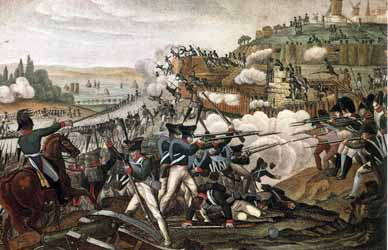
Le régiment Préobrajensky combattant à la bataille de Paris, le 30 mars 1814. Au fond, la butte Montmartre.

Entre 1812 et 1814, il s'illustre également au cours de la guerre de la Sixième Coalition. Le 2 avril 1813, le régiment traverse le fleuve Niémen en présence d'Alexandre Ier de Russie et du roi Frédéric-Guillaume II de Prusse. Il participe à la grande parade du 14 avril et fait une entrée triomphale dans la ville de Dresde. Pendant la campagne d'Allemagne, il prend part aux batailles de Lützen et Bautzen. Sous le commandement du général Iermolov, il se distingue aussi à la bataille de Kulm. Le 13 janvier 1814, en présence de l'empereur Alexandre Ier, à Bâle, le régiment traverse le Rhin comme unité de réserve. Il participe à toutes les offensives. Le 31 mars, il conclut triomphalement la campagne de guerre engagée contre les armées napoléoniennes ; le 1er bataillon bivouaque à proximité du palais des Tuileries. Après avoir séjourné plus de deux mois dans Paris, le régiment part pour la Normandie et, le 15 juin embarque à Cherbourg. Le 12 août, il fait son entrée à Saint-Pétersbourg. À cette occasion, en récompense des excellents services rendus par le régiment Préobrajensky entre 1812 et 1814, Alexandre Ier de Russie ordonne la construction d'un arc de triomphe en son honneur.

#### Autres batailles
Le régiment participa à la Guerre russo-turque de 1828-1829. Il mena la répression contre les insurgés polonais lors des insurrections de novembre 1830 et de 1861-1864. Enfin, il se distingua également au cours des batailles de la Guerre russo-turque de 1877-1878.
Le 20 octobre 1894 Nicolas II en prend le commandement.

### XXesiècle
En 1906 le premier Bataillon est exclu du Régiment Préobrajensky et dépouillé des privilèges de la Garde impériale. Le nouveau 1er Bataillon est constitué de chevaliers de l'Ordre de Saint-Georges et des héros de la Guerre russo-japonaise.
Au cours de la Première Guerre mondiale, il participa aux batailles de Lemberg et de la Vistule. Il participa aussi à Seconde bataille des lacs de Mazurie, à l'opération de Vilna (du 22 août au 2 octobre 1915) et à l'offensive Broussilov (le 4 juin 1916).
La deuxième Compagnie du bataillon de réserve du Régiment Préobrajensky prit ensuite une part active à la Révolution de février 1917 en rejoignant la foule insurgée.
En 1917, le régiment Préobrajensky fut dissous par son dernier commandant, le colonel Alexandre Koutiepov (plus tard général) mais réintégré dans l'Armée blanche dans le sud de la Russie. Les officiers exilés créèrent alors l’Union Préobrajenstsev.

#### Pertes au cours de la grande guerre, la guerre civile et la terreur rouge
Les membres de la famille impériale en service dans les régiments de la Garde impériale ne sont pas comptabilisés dans le nombre d'officiers tués au cours ces périodes de guerre.
- 47 officiers furent tués sur le Front de l'Est au cours de la Première Guerre mondiale.
- 22 furent tués où décédèrent des suites de leurs blessures ou de maladies diverses au cours de la Guerre civile russe (1917-1922).
- 13 furent assassinés au cours de la Terreur rouge[7].

### Années 2000
En 2013, le nom de régiment Préobrajensky est réattribué le 9 avril par décret du président russe Vladimir Poutine au 154e régiment autonome d'infanterie, dont la mission principale jusqu'alors était la protection du Kremlin,.

## Récompenses et honneurs régimentaires

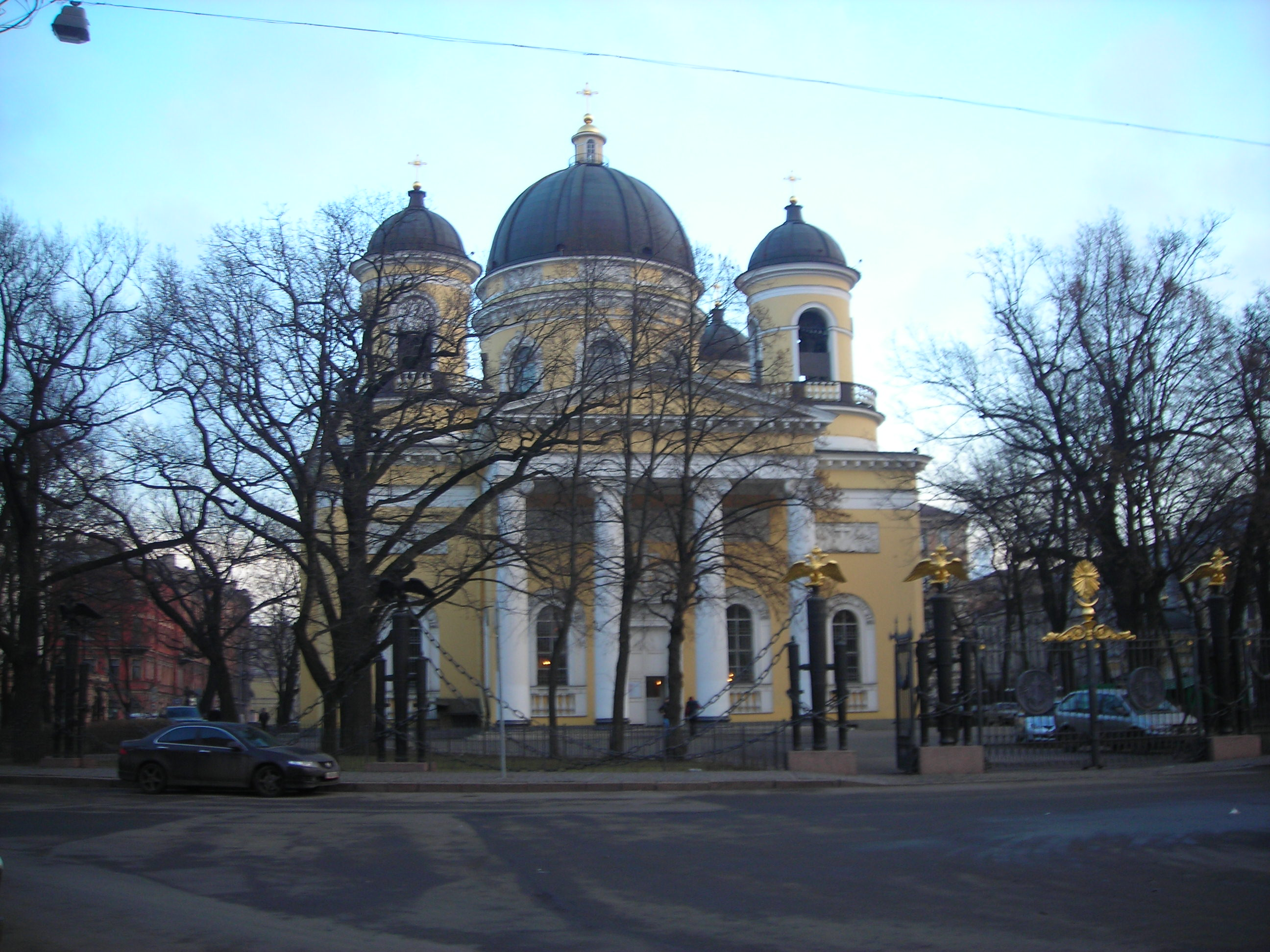
Cathédrale de la Transfiguration du Seigneur à Saint-Petersbourg.

- Les couleurs de l'Ordre de Saint-Georges furent décernées au Régiment Préobrajensky « Pour ses prouesses manifestées lors de la bataille de Kulm le 17 août 1813 ». Au cours de cette bataille napoléonienne, ces couleurs furent attribuées au Régiment pour célébrer son action à Kulm, en infériorité numérique face aux troupes de la Grande Armée, il résista aux charges des troupes françaises placées sous les commandements de Dominique-Joseph René Vandamme, Auguste Frédéric Louis Viesse de Marmont et Laurent de Gouvion-Saint-Cyr.

- Pour leur héroïque comportement au cours de la bataille de Varna (1700), les Régiments Préobrajensky et Semionovski reçurent des bas rouges, il symbolisait leur attitude aux combats (du sang jusqu'aux genoux).

- La cathédrale de la Transfiguration à Saint-Pétersbourg érigée entre 1743 et 1754 fut construite en l'honneur du Régiment Préobrajensky[10].
- Un hausse-col ou gorgerin d'argent avec l'inscription 19 novembre 1700 fut décerné aux sous-officiers du Régiment Préobrajensky afin de commémorer la bataille de Narva[11].
- Un insigne porté en broche sur les chapeaux avec l'inscription Pour Tashkinen le 19 décembre 1877 fut décerné au Régiment Préobrajensky en récompense de son héroïsme au cours de la Guerre russo-turque de 1877-1878[12].
- Insigne régimentaire représentant une double croix, l'une en émail bleu, l'autre en or représentant la crucifixion de Saint André, de part et d'autre de la croix et au-dessous trois aigles bicéphales (emblème des Romanov), au-dessus de la croix, la couronne impériale. Cet insigne régimentaire fut remis au Régiment Préobrajensky pour le bicentenaire de sa création (1909)[13].

## Particularismes régimentaires

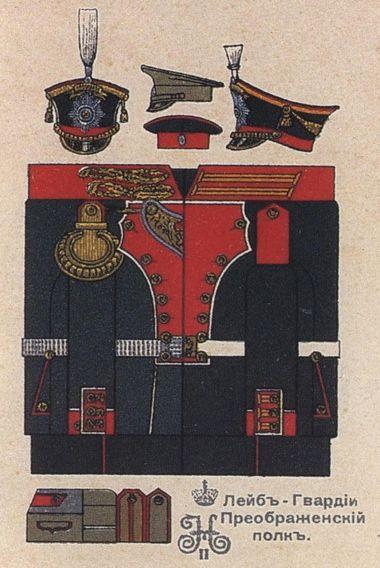
Uniforme en 1910

- Le drapeau du régiment est aux couleurs de l'Ordre de Saint-Georges avec l'inscription : « Pour les faits accomplis dans la bataille de Kulm le 17 août 1813 ». (La date est donnée dans l'ancien calendrier julien et correspond au 29 août 1813 dans le calendrier grégorien). Ces couleurs célèbrent le fait d'armes de Kulm, où le régiment résista à la charge des troupes françaises supérieures en nombre.
- Fête du régiment : le 6 août, jour de la Transfiguration du Christ (« preobrajenie » en russe) ;
- les volontaires devaient être blonds et de grande taille ; en outre les soldats des 3e et 5e compagnies devaient porter la barbe[2].

## Divers

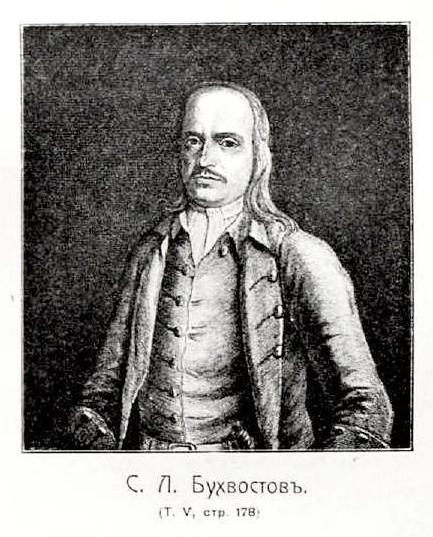
Sergueï Leontievitch Boukhvostov, Le Premier soldat de la Russie.

En 1918, le Régiment Préobrajensky continua de vivre sous le nom d'Association du Régiment Préobrajensky. En 1970, après le décès de ses derniers officiers, leurs descendants réorganisèrent cette association et lui donnèrent le nom de Union Préobrajensky.

## Souverains russes commandants du Régiment Préobrajensky
- 28 janvier 1706-28 janvier 1725 : Tsar Pierre Alexeïevitch de Russie (le 21 octobre 1727) empereur Pierre Ier de Russie ;
- 28 janvier 1725-6 mai 1727 : Impératrice Catherine Ire de Russie ;
- 7 mai 1727-17 janvier 1730 : Empereur Pierre II de Russie ;
- 12 février 1730-17 octobre 1740 : Impératrice Anne Ire de Russie ;
- 10 novembre 1740-25 novembre 1741 : Empereur Ivan VI de Russie ;
- 25 novembre 1741-25 décembre 1761 : Impératrice Élisabeth Ire de Russie ;
- 25 décembre 1761-28 juin 1762 : Empereur Pierre III de Russie ;
- 28 juin 1762-6 novembre 1796 : Impératrice Catherine II de Russie ;
- 7 novembre 1796-11 mars 1801 : Empereur Paul Ier de Russie ;
- 12 mars 1801-19 novembre 1825 : Empereur Alexandre Ier de Russie ;
- 14 décembre 1825-19 février 1855 : Empereur Nicolas Ier de Russie ;
- 19 février 1855-1er mars 1881 : Empereur Alexandre II de Russie ;
- 2 mars 1881-21 octobre 1894 : Empereur Alexandre III de Russie ;
- 2 novembre 1894-4 mars 1917 : Empereur Nicolas II de Russie.

## Commandants du Régiment Préobrajensky

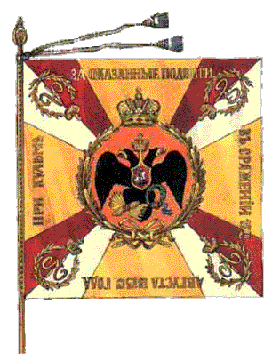
Drapeau du régiment Préobrajensky

- mars 1692-1700 : Général Avtonom Mikhaïlovitch Golovine ;
- 1700-19 novembre 1700 : Le colonel et baron Ivan Ivanovitch Blumberg ;
- 1700-1706 : Le major-général Ivan Ivanovitch Chambers ;
- avril 1706-novembre 1709 : Mark Bogdanovitch von Kirchen ;
- Novembre 1709-1718 : Major-général, prince Vassili Vladimirovitch Dolgoroukov ;
- 9 décembre 1718-27 mai 1727 : Général Ivan Ivanovitch Boutourline ;
- 10 novembre 1727-février 1728 : Lieutenant-général Semion Andreïevitch Saltykov ;
- février 1728-novembre 1730 : Feld-maréchal et prince Vassili Vladimirovitch Dolgourokov ;
- 27 novembre 1730-19 mai 1731 : Lieutenant-général Alexandre Ivanovitch Roumyantsev ;
- mai 1731-1740 : Général, comte Semion Andreïevitch Saltykov ;
- 14 février 1740-26 novembre 1741 : Feld-maréchal Burckhardt Christoph von Münnich ;
- 26 novembre 1741-11 décembre 1741 : Général, Grand maître de l'artillerie, le prince Ludwig Wilhelm von Hessen-Homburg ;
- 10 février 1742-1749 : Grand-duc héritier Karl Peter Ulrich von Holstein-Gottorp ;
- 15 mars 1749-28 décembre 1761 : Adjudant-général et feld-maréchal, le comte Alexandre Borissovitch Boutourline ;
- 28 décembre 1761-juin 1763 : Feld-maréchal, prince Nikita Iourievitch Troubetskoï ;
- septembre 1763-septembre 1767 : Feld-maréchal et comte Alexandre Borissovitch Boutourline ;
- 22 septembre 1767-mars 1774 : Le général et comte Alexeï Grigorievitch Orlov ;
- 15 mars 1774-1783 : Feld-maréchal, Son Altesse Sérinissime le prince Grigori Alexandrovitch Potiomkine ;
- 1783-1787 : Général Nikolaï Alexeïevitch Tatichtchev ;
- 1787-1790 : Le prince Iouri Vladimirovitch Dolgoroukov ;
- 1790-31 décembre 1796 : Lieutenant-général Nikolaï Alexeïevitch Tatichtchev ;
- 31 décembre 1796-10 août 1797 : Lieutenant-général (à partir du 10 avril 1797), général d'infanterie, le prince Sergueï Fiodorovitch Golitsyne ;
- 10 août 1797-1er février 1798 : Général de Division et comte Alexeï Andreëivitch Araktcheïev ;
- 1er février 1798-10 février 1799 : Major-général (Lieutenant-général le 6 avril 1798), Ivan Vassilievitch Tchertkov ;
- 10 février 1799-4 mai 1799 : Major-général (lieutenant-général le 8 mars 1799), le comte Karl Andreïevitch von Lieven ;
- 4 mai 1799-11 mai 1801 : Lieutenant-général Piotr Alexandrovitch Talyzine ;
- 14 mai 1801-23 mai 1803 : Lieutenant-général (à partir du 15 septembre 1801), le général Nikolaï Alexeïevitch Tatichtchev ;
- 23 mai 1803-1805 : Adjudant-général, lieutenant-général Piotr Aleksandrovitch Tolstoï ;
- 1805-14 septembre 1810 : Général Mikhaïl Timofeevitch Kozlovski ;
- 14 septembre 1810-19 novembre 1812 : Colonel et baron Iegor Vassilievitch Drizen ;
- 16 décembre 1812-9 avril 1820 : Adjudant-général Grigori Vladimirovitch Rozen ;
- 9 avril 1820-15 janvier 1822 : Major-général Karl Karlovitch Pirkh ;
- 2 février 1822-25 juin 1833 : Général Nikolaï Alexandrovitch Isleniev ;
- 12 septembre 1832-25 janvier 1833 : Général et prince Pierre Georgievitch d'Oldenbourg ;
- 25 juin 1833-30 août 1833 : Général Vassili Iakovlevitch Mikouline ;
- 30 août 1839-28 mai 1843 : Major-général et baron Ivan Ivanovitch Munk ;
- 28 mai 1843-11 avril 1848 : Major-général Alexandre Vassilievitch Jerkov ;
- 11 avril 1848-26 août 1852 : Lieutenant-général Alexandre Andreïevitch Katenine ;
- 26 août 1852-9 mars 1855 : Major-général Edouard Trofimovitch Baranov ;
- 9 mars 1855-6 décembre 1859 : Major-général Alexeï Petrovitch Mousine-Pouchkine ;

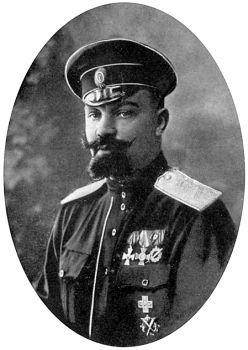
Le général Alexandre Pavlovitch Koutepov, le dernier commandant du Régiment Préobrajensky

- 6 décembre 1859-30 août 1867 : Major-général (adjudant-général en 1866), le prince Anatoli Ivanovitch Bariatinski ;
- 30 août 1867-12 septembre 1870 : Général (à partir de 1870 adjudant-général) Grigori Ivanovitch Tchertkov ;
- 12 septembre 1870-1er novembre 1876 : Colonel (major-général en 1871), prince Alexandre Petrovitch d'Oldenbourg ;
- 1er novembre 1876-26 février 1887 : Major-général et prince Nikolaï Obolenski ;
- 26 février 1887-26 février 1891 : Grand-duc Sergueï Alexandrovitch de Russie ;
- 23 avril 1891-4 mars 1900 : Grand-duc Konstantin Konstantinovitch de Russie ;
- 7 mars 1900-21 octobre 1904 : Major-général Sergueï Sergueïevitch Ozerov ;
- 21 octobre 1904-21 juin 1906 : Major-général Vladimir Sergueïevitch Gadon ;
- 21 juin 1906-9 octobre 1908 : Major-général Vladimir Mikhaïlovitch Dragomirov ;
- 9 octobre 1908-25 août 1912 : Major-général Arseni Anatolievitch Goulevitch ;
- 26 août 1912-12 juillet 1914 : Major-général et prince Vladimir Nikolaïevitch Obolenski ;
- 12 juillet 1914-28 novembre 1915 : Général et comte Nikolaï Nikolaïevitch Ignatiev ;
- 28 novembre 1915-27 avril 1917 : Major-général Alexandrovitch Alexandrovitch von Drenteln ;
- 27 avril 1917-5 décembre 1917 : Colonel Alexandre Pavlovitch Koutepov ;
- 5 décembre 1917-1918 : Élu, le capitaine Ippolit Sergueïevitch Zybine[13].

## Personnalités ayant servi dans le Régiment Préobrajensky
- Sergueï Alexandrovitch Avinov : (1831-1906) général d'infanterie, commandant de Division des Grenadiers du Caucase ;
- Alexandre Bachilov (1777-1848): général des guerres Napoléoniennes ;
- Edouard Trofimovitch Baranov : (1811-1884), général d'infanterie, membre du Conseil d'État, l'un des auteurs du règlement général des Chemins de fer russes, proche collaborateur d'Alexandre II de Russie ;
- Sergueï Leontievitch Boukhvostov : (1659-1728), il fut le premier enregistré dans le Régiment Préobrajensky, Pierre Ier de Russie le baptisa « Premier soldat de la Russie[14] » ;
- Dmitry Gamov (1834-1903), explorateur ;
- Fiodor Loginovitch Geïden : (1821-1890), gouverneur général finnois ;
- Vassili Mikhaïlovitch Golovnine : (1776-1831), célèbre explorateur et vice-amiral russe ;
- Gavriil Romanovitch Derjavine : (1743-1816), poète et homme d'État russe ;
- Vassili Dmitrievitch Kortchmine : Ingénieur en chef de l'artillerie de la Russie impériale, l'un des pères de l'artillerie russe, un proche collaborateur de Pierre Ier de Russie ;
- Vladimir Ivanovitch Nazimov : (1802-1874), gouverneur général de Vilna ;
- Vladimir Vassilievitch von Notbek : (1825-1894), général d'infanterie, inspecteur des usines d'armes et de munitions ;
- Edward Anders Ramsay : (1797-1877), général d'infanterie, membre du Conseil d'État ;
- Nikolaï Andreïevitch Read : (1793-1855), général de cavalerie ;
- Alexandre Iegorovitch Sokolov : (1740-1819), écrivain, diplomate russe ;
- Ivan Matveevitch Ougrioumov : (-1707), premier architecte de jardin d'été, compagnon de Pierre Ier de Russie ;
- Mikhaïl Alexandrovitch Fonvizine (ou von Visin) : (1787-1854), philosophe, représentant du Socialisme utopique, décabriste ;
- Dmitri Ivanovitch Khvostov : (1757-1835), poète russe ;
- Alexandre Sergueïevitch Chkourine : (1784-1851), lieutenant-général, chef de la police de Saint-Petersbourg ;
- Pavel Ivanovitch Iagoujinski : (1683-1736), comte, général en chef, homme d'État, diplomate, un proche collaborateur de Pierre Ier de Russie ;
- Nicolas Nicolaïevitch de Leuchtenberg: (1868-1928), duc, chef de la Maison de Beauharnais[15].

## Sources
- (en) Cet article est partiellement ou en totalité issu de l’article de Wikipédia en anglais intitulé « Preobrazhensky Regiment » (voir la liste des auteurs).

- (ru) Cet article est partiellement ou en totalité issu de l’article de Wikipédia en russe intitulé « Преображенский лейб-гвардии полк » (voir la liste des auteurs).